# Marian Anderson
Marian Anderson (Filadelfia, 27 febbraio 1897 – Portland, 8 aprile 1993) è stata un contralto statunitense, una delle più celebri cantanti del XX secolo.
Possedeva una voce ricca e vibrante con un'intrinseca qualità di bellezza. Gran parte della sua carriera di cantante fu trascorsa cantando in concerti e recital nei maggiori teatri e con le migliori orchestre attraverso gli Stati Uniti e l'Europa tra il 1925 e il 1965. Nonostante le furono offerti contratti per coprire ruoli con le più importanti compagnie d'opera europee, la Anderson le declinò tutte per esibirsi unicamente in concerti e recital: comunque interpretò arie d'opera in alcuni dei suoi concerti e recital. Nelle sue molte incisioni è testimoniata l'ampiezza del suo repertorio, che spaziava dai Lieder, all'opera, alla musica folk americana e agli spirituals.
In quanto afroamericana, la Anderson divenne un'importante figura nella lotta degli artisti neri per vincere i pregiudizi razziali ancora predominanti negli Stati Uniti alla metà del XX secolo. Nel 1939, l'associazione Figlie della rivoluzione americana (Daughters of the American Revolution - DAR) rifiutò alla Anderson il permesso di cantare nella propria sala concerto di Washington. Questo rifiuto pose la Anderson sotto i riflettori della comunità internazionale a un livello raggiunto fino ad allora solo da celebrità di alto profilo e politici. Con l'aiuto del Presidente Franklin Delano Roosevelt e della First Lady Eleanor Roosevelt, la Anderson eseguì un acclamato concerto all'aria aperta la domenica di Pasqua del 1939 sui gradini del Lincoln Memorial a Washington, davanti a una folla di più di 75000 persone e a un pubblico di milioni di radioascoltatori.
Continuò a rompere barriere per gli artisti neri negli Stati Uniti, in particolare divenne la prima persona di colore ad esibirsi al Metropolitan Opera House di New York, il 7 gennaio 1955. La sua performance come Ulrica ne Un ballo in maschera di Giuseppe Verdi al Met fu la sola volta in cui ricoprì un ruolo sul palcoscenico. La Anderson divenne quindi uno dei simboli del movimento per i diritti civili degli anni sessanta, in particolare cantando alla Marcia di Washington per il lavoro e la libertà del 1963. Lavorò anche per diversi anni al Comitato per i diritti umani delle Nazioni Unite e come ambasciatrice per il dipartimento di Stato degli Stati Uniti. Destinataria di numerosi premi e onorificenze, la Anderson fu in particolare premiata con la Medaglia presidenziale della libertà nel 1936, col Kennedy Center Honors nel 1978, con la Medaglia Nazionale delle Arti nel 1984, e con un Premio Grammy alla carriera nel 1991.

## Biografia

### I primi anni
La Anderson nacque a Filadelfia, figlia di John Berkley Anderson e Annie Delilah Rucker. Suo padre vendeva ghiaccio e carbone nel centro della città di Filadelfia al Reading Terminal e aprì un piccolo negozio di liquori, cosa ironica per un uomo che non beveva alcol. Prima di sposarsi, la madre della Anderson aveva per breve tempo frequentato il seminario e il college a Lynchburg e aveva lavorato come insegnante in Virginia. Ma, non avendo completato gli studi, non era abilitata a insegnare in Filadelfia, una legge che era applicata solo agli insegnanti neri e non ai bianchi. Guadagnava pertanto facendo la bambinaia. Marian era la maggiore di tre figlie: le sue due sorelle, Alice (in seguito il nome cambiò in Alyse) (1899-1965) ed Ethel (1902-1990) divennero anche loro cantanti. Ethel Anderson era la madre del noto direttore d'orchestra James DePreist.
I genitori della Anderson erano entrambi devoti cristiani e l'intera famiglia era molto attiva nella chiesa battista di South Philadelphia. Sua zia Mary di Marian, la sorella di John Berkley, era particolarmente attiva nella vita musicale della chiesa e, notando il talento di sua nipote, la convinse a unirsi al coro dei bambini della chiesa quando lei aveva sei anni. Con il coro Marian si esibì come solista e in duetti, spesso con la stessa zia Mary, anche lei dotata di una bella voce. Marian fu anche portata dalla zia a concerti nelle chiese locali, alla YMCA, e ad altri eventi musicali della comunità cittadina. La Anderson attribuì all'influenza della zia il fatto che in età adulta abbia perseguito una carriera da cantante. La zia organizzò le esibizioni di Marian per le funzioni locali, dove la bambina era spesso pagata 25 o 50 centesimi per cantare diverse canzoni. Ormai adolescente, Marian iniziò a prendere quattro o cinque dollari per cantare, una cifra considerevole per i primi anni del XX secolo. All'età di 10 anni, Marian si unì al "People's Chorus", sotto la direzione di Emma Azalia Hackley, dove spesso si ritrovò a cantare come solista.
Quando Marian aveva dodici anni, suo padre fu accidentalmente colpito alla testa mentre lavorava al Reading Terminal, solo pochi settimane prima del Natale del 1909. Morì per problemi di cuore un mese dopo alla giovane età di 34 anni. Così Marian e la sua famiglia si spostarono nella casa dei genitori del padre, nonno Benjamin e nonna Isabella Anderson. Suo nonno era nato schiavo ed era stato testimone dell'emancipazione degli anni 1860. Era stato il primo della famiglia Anderson a stabilirsi nel sud di Filadelfia, e quando Marian si trasferì da lui i due divennero molto vicini. Egli morì solo un anno dopo.
Durante la sua adolescenza, Marian continuò a partecipare alle attività musicali della sua chiesa, ora nel coro degli adulti. Frequentò la Stanton Grammar School e venne promossa nell'estate del 1912. La sua famiglia non poteva permettersi di mandarla alle scuole superiori, e neanche pagare per delle lezioni musicali. Imperterrita, Marian continuò ad esibirsi dovunque poteva e ad apprendere da chiunque fosse disposto a insegnarle. Si unì alla "Baptists' Young People's Union" e alle "Ragazze di Camp Fire", che le procurarono alcune limitate opportunità musicali. Alla fine il direttore del "People's Chorus" e il pastore della sua chiesa, il reverendo Wesley Parks, assieme ad altri leader della locale comunità nera, si unirono per aiutare Marian: racimolarono il denaro necessario per le lezioni di canto con Mary S. Patterson e per andare alla scuola superiore, dove si diplomò nel 1921.
Dopo le superiori, Marian fece richiesta per essere ammessa a una scuola di musica per soli bianchi, la Philadelphia Music Academy (ora University of the Arts), ma fu respinta perché nera. La risposta che ottenne fu: "Noi non prendiamo gente di colore". Il direttore della sua scuola superiore si offrì di aiutarla e le permise di incontrare un insegnante di musica molto rispettato, Giuseppe Boghetti. Marian fece un'audizione di fronte a lui cantando Deep River, commuovendolo fino alle lacrime. Tenacemente, la Anderson proseguì così i suoi studi privatamente con Giuseppe Boghetti e Agnes Reifsnyder nella sua città natale, sempre grazie al continuo supporto della comunità nera di Filadelfia.
Nel 1925 la Anderson riscosse il suo primo vero successo quando vinse il primo premio in una competizione canora sponsorizzata dalla New York Philharmonic. Come vincitrice poté esibirsi in concerto con l'orchestra il 27 agosto 1925, una performance che riscosse immediato successo di pubblico e di critica. La Anderson rimase a New York per proseguire gli studi con Frank La Forge, e Arthur Judson, che aveva conosciuto tramite la Filarmonica, divenne suo manager. Negli anni seguenti tenne diversi concerti negli Stati Uniti, ma i pregiudizi razziali impedirono alla sua carriera di decollare. Nel 1928 cantò per la prima volta alla Carnegie Hall. Alla fine decise di andare in Europa, dove passò diversi mesi studiando con Charles Cahier, prima di lanciarsi in un tour europeo di molto successo.

### La fama europea e il concerto del 1939 al Lincoln Memorial

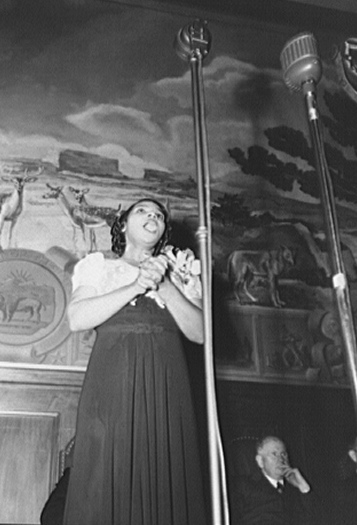
La Anderson al Dipartimento degli Interni nel 1943, commemorazione del suo concerto del 1939

Nel 1930 la Anderson fece il suo debutto europeo in un concerto nella Wigmore Hall a Londra, dove fu ricevuta entusiasticamente. Passò i primi anni trenta girando per tutta l'Europa, dove non sperimentò i pregiudizi razziali che invece l'avevano accompagnata in America. Nell'estate del 1930 andò in Scandinavia, dove incontrò il pianista finlandese Kosti Vehanen, che divenne il suo accompagnatore e maestro vocale per molti anni. Grazie a questi incontrò anche Jean Sibelius, che l'aveva ascoltata a un concerto ad Helsinki. Mosso dalla sua performance, Sibelius li invitò a casa sua e chiese alla moglie di servire champagne al posto del tradizionale caffè. Sibelius commentò la sua performance dicendo di aver avuto l'impressione che la cantante fosse riuscita a penetrare l'anima nordica. Fra i due si strinse subito una forte amicizia che scaturì in una proficua collaborazione professionale, e per molti anni Sibelius alterò e compose canzoni appositamente per la Anderson. In particolare scrisse un nuovo arrangiamento della canzone Solitude e la dedicò alla Anderson nel 1939: in origine il pezzo era The Jewish Girl's Song dalle sue musiche di scena per il dramma Il festino di Baldassarre di Hjalmar Procopé, divenne in seguito la sezione intitolata "Solitude" della suite orchestrale da esse ricavate.
Nel 1934 l'impresario Sol Hurok offrì alla Anderson un contratto migliore di quello che aveva con Arthur Judson. Egli divenne il suo manager per il resto della carriera ed è solo grazie alla sua persuasione che ella tornò ad esibirsi in America. Nel 1935 fece la sua prima apparizione in un recital a New York alla Town Hall e ricevette una recensione molto favorevole dalla critica musicale. Passò i successivi quattro anni girando per tutti gli Stati Uniti e l'Europa. Le furono offerti ruoli d'opera da diversi teatri europei ma, a causa della sua poca esperienza nella recitazione, la Anderson declinò tutte queste offerte. Incise comunque diverse arie d'opera su dischi, che vendettero molte copie.

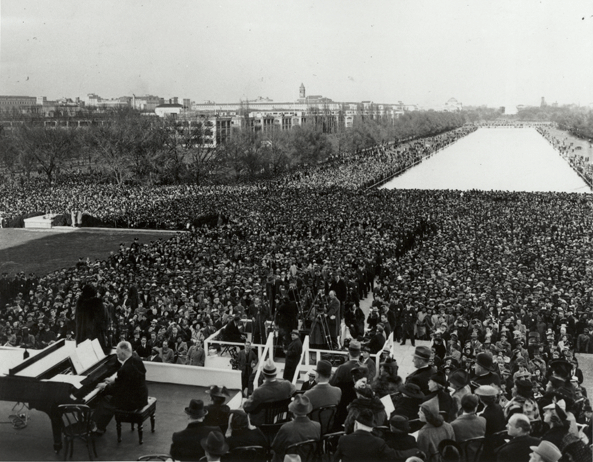
La Anderson si esibisce al Lincoln Memorial, 1939

La Anderson, accompagnata da Vehanen, continuò ad andare in tour per l'Europa durante la metà degli anni trenta. Visitò le capitali dell'Europa dell'est e della Russia e tornò ancora in Scandinavia, dove la sua popolarità era altissima. Divenne in breve tempo una favorita di molti direttori e compositori delle maggiori orchestre europee. Durante un tour nel 1935, il celebre direttore d'orchestra Arturo Toscanini disse di lei che aveva una voce "che si sente solo una volta in un centinaio di anni". "Non appena la sentì cantare, seppe subito che con una ricca voce come la sua, non c'era niente che non sarebbe riuscita a fare".
Negli ultimi anni trenta, la Anderson faceva circa 70 recital all'anno negli Stati Uniti. Anche se ormai era abbastanza famosa, non era ancora riuscita a vincere del tutto i pregiudizi con cui si era dovuta scontrare quando era una giovane cantante nera in tour per gli Stati Uniti. Ancora le venivano negate stanze in certi hotel del Paese e non le era permesso di mangiare in certi ristoranti. Nel 1939 la DAR (Daughters of the American Revolution) le rifiutò il permesso di cantare nella sua sala concerto a Washington. La città a quel tempo osservava la segregazione razziale e quando gli artisti neri volevano esibirsi alla Constitution Hall, i finanziatori di colore si risentivano per il fatto che gli artisti neri potessero salire sul palco, mentre loro dovevano sedersi in fondo. La DAR non era mai stato un'organizzazione politica e, per evitare questo tipo di problemi, aveva deciso di negare la partecipazione a tutti gli artisti neri. Sebbene in seguito l'artista avesse perdonato la DAR molti anni dopo (il suo commento fu "Si spreca un sacco di tempo a odiare le persone"), migliaia di membri della DAR, inclusa la First Lady Eleanor Roosevelt, si scandalizzarono per questo increscioso incidente, e lasciarono l'associazione.
I Roosevelt, assieme a Walter Francis White e al manager della Anderson, Sol Hurok, persuasero il Segretario agli interni Harold L. Ickes ad organizzare un concerto all'aperto per Marian Anderson sui gradini del Lincoln Memorial. Il concerto fu eseguito nella domenica di Pasqua e la Anderson fu accompagnata, come d'abitudine, da Vehanen.
Iniziarono la performance con una solenne e commovente interpretazione di My Country, 'Tis of Thee. L'evento attrasse una folla di più di 75000 persone di tutte le razze e fu seguito alla radio da milioni di persone.

### Parte centrale della vita e carriera
Durante la Seconda guerra mondiale e la Guerra di Corea, Marian partecipò intrattenendo le truppe negli ospedali e nelle basi militari. Nel 1943, la Anderson finalmente cantò alla Constitution Hall, invitata dalla DAR, davanti a un pubblico multirazziale a favore della Croce Rossa Americana. Dell'evento lei disse: "Quando finalmente sono salita sul palco della Constitution Hall, non ho sentito differenze rispetto agli altri concerti, non c'è stato alcun senso di trionfo. Ho sentito che era una bella sala da concerto ed ero molto felice di cantare lì". Tuttavia, il governo federale continuò a impedirle di usare l'auditorium della scuola superiore nel Distretto di Columbia.
Il 17 luglio 1943 a Bethel (Connecticut), la Anderson divenne la seconda moglie di un uomo che le aveva chiesto di sposarlo quando erano ragazzini, l'architetto Orpheus H. Fisher (1900-1986), conosciuto come King. Con questo matrimonio ebbe un figliastro, James Fisher, figlio di primo letto del marito. La coppia acquistò una fattoria di 100 acri a Danbury, Connecticut, dopo una lunga ricerca negli Stati di New York, New Jersey e Connecticut: molte volte i venditori si tiravano indietro a causa della discriminazione razziale. Anche la transazione della proprietà a Danbury fu messa in discussione dal venditore quando questi scoprì che la coppia era afroamericana. Negli anni Fisher costruì molte parti annesse sulla proprietà che divenne nota come Marianna Farm, tra cui una sala prove che aveva progettato per la moglie. La proprietà rimase la casa degli Anderson per più di 50 anni.
Il 7 gennaio 1955 la Anderson divenne la prima afroamericana ad esibirsi con la New York Metropolitan Opera. In quell'occasione, cantò la parte di Ulrica ne Un ballo in maschera di Giuseppe Verdi su invito del direttore Rudolph Bing. Anderson disse su quel pomeriggio: "Il sipario si alzò sulla seconda scena e io ero sul palco che mescolavo la pozione della strega. Tremavo, e quando il pubblico applaudì prima che potessi cantare una nota, mi sentii irrigidire in un nodo". Anche se non apparve mai più con la compagnia dopo questa produzione, la Anderson fu nominata membro permanente della compagnia della Metropolitan Opera. L'anno seguente pubblicò la sua autobiografia, My Lord, What a Morning, che divenne un bestseller.
Nel 1957 cantò alla cerimonia d'insediamento del presidente Dwight D. Eisenhower e viaggiò per l'India e per l'oriente come ambasciatrice di buona volontà per il Dipartimento di Stato e l'American National Theater and Academy. Viaggiò per 35000 miglia in 12 settimane, dando 24 concerti. Dopo di ciò, il Presidente Eisenhower la nominò delegata della commissione delle Nazioni Unite per i diritti umani. Nel 1958 fu ufficialmente designata come delegata delle Nazioni Unite, una formalizzazione del suo ruolo come "ambasciatrice di buona volontà" degli USA che aveva ricoperto prima.
Nel 1961 cantò per la cerimonia di insediamento del presidente John F. Kennedy, e nel 1962 girò per l'Australia e si esibì per il Presidente Kennedy e altri dignitari nella "Sala est" della Casa Bianca. Molto impegnata nel sostegno ai movimenti per i diritti civili negli anni sessanta, diede concerti per beneficenza per il "Congresso per l'uguaglianza razziale", per l'"Associazione nazionale per l'avanzamento della gente di colore" e per la "Fondazione culturale Israelo-Americana". Nel 1963 cantò alla "Marcia su Washington per il lavoro e la libertà". In quello stesso anno fu tra i 31 destinatari della nuovamente istituita "Medaglia presidenziale della libertà" (che le fu conferita per "i contributi particolarmente meritori alla sicurezza o agli interessi nazionali degli Stati Uniti, alla pace nel mondo o alla cultura o altre significative imprese pubbliche o private"), e pubblicò il suo album Snoopycat: The Adventures of Marian Anderson's Cat Snoopy, che includeva storie brevi e canzoni sul suo amato gatto.
Nel 1965, battezzò il sottomarino nucleare con missili balistici USS George Washington Carver. Quello stesso anno la Anderson fece il suo tour di addio, che partì dalla Constitution Hall nell'ottobre del 1964 e si concluse alla Carnegie Hall il 18 aprile 1965, dopo di che si ritirò dalle scene.
La sua registrazione dell'Ave Maria di Schubert del 1936 per la RCA è stata premiata con il Grammy Hall of Fame Award 1999.

### Gli ultimi anni
Anche se la Anderson si era ritirata nel 1965, continuò ad apparire in pubblico. In diverse occasioni fu la narratrice nel Lincoln's Portrait, lavoro orchestrale di Aaron Copland, inclusa una performance con la Philadelphia Orchestra a Saratoga nel 1976, diretta dal compositore stesso. Il suo impegno civile fu onorato con molti premi, incluso il premio per la pace delle Nazioni Unite nel 1972, il riconoscimento al merito dell'University of Pennsylvania Glee Club nel 1973, la Congressional Gold Medal nel 1977, il Kennedy Center Honors nel 1978, la George Peabody Medal nel 1981, la National Medal of Arts nel 1984, e un Grammy alla carriera nel 1991. Nel 1980 il Dipartimento del tesoro degli USA coniò una medaglia d'oro commemorativa da mezza oncia con il suo ritratto, e nel 1984 fu la prima destinataria del Premio Eleanor Roosevelt per i diritti umani della città di New York. Fu premiata con la laurea honoris causa dall'Università Howard, dalla Temple University e dallo Smith College. Ricevette anche il Silver Buffalo Award nel 1990, il più alto premio dato a un adulto dai Boy Scout d'America.
Nel 1986 il marito della Anderson, Orpheus Fisher, morì dopo 43 anni di matrimonio. La Anderson rimase a vivere a Marianna Farm fino al 1992, un anno prima della sua morte. Anche se la proprietà fu poi venduta ad imprenditori edili, la città di Danbury e altre associazioni lottarono per preservare lo studio di registrazione della Anderson. Il loro sforzo ebbe successo: il Museo di Danbury e la società storica riposizionarono la struttura, la restaurarono e l'aprirono al pubblico nel 2004. Nello studio i visitatori possono ammirare anche fotografie e cimeli della carriera della Anderson.
Nel 1993 la Anderson morì di insufficienza cardiaca congestizia un mese dopo un attacco di cuore all'età di novantasei anni a Portland, nella casa di suo nipote, il direttore d'orchestra James DePreist. È sepolta all'"Eden Cemetery" a Collingdale (Pennsylvania), un sobborgo di Filadelfia.

### L'eredità artistica
La vita e l'arte di Marian Anderson hanno ispirato diversi scrittori e artisti. Nel 1999 un musical intitolato My Lord, What a Morning: The Marian Anderson Story fu prodotto dal Kennedy Center. Nel 2001, il film documentario sul concerto del 1939, Marian Anderson: the Lincoln Memorial Concert, fu selezionato per essere conservato dal National Film Registry degli Stati Uniti dalla Biblioteca del Congresso, con la motivazione di essere "culturalmente, storicamente o esteticamente significativo". Il concerto della Anderson al Lincoln Memorial è anche un evento centrale nella trama del romanzo di Richard Powers The Time of Our Singing (2003). Nel 2002 lo studioso Molefi Kete Asante ha incluso Marian Anderson nella sua lista dei 100 più grandi afroamericani. Il 27 gennaio 2005 una serie di francobolli commemorativi degli USA onorò Marian Anderson come parte della serie "Black Heritage". La Anderson è raffigurata anche sulla Serie I dei buoni del Tesoro da 5 000 dollari degli USA.

## Il premio Marian Anderson
Il Premio Marian Anderson fu istituito nel 1944 dalla Anderson stessa, quando ella utilizzò la somma di 10 000 dollari conferitale dalla città di Philadelphia per organizzare una competizione canora per sostenere i giovani cantanti. In seguito però il premio esaurì i fondi e non venne più assegnato. Tuttavia, nel 1990 fu reistituito e da allora ha assegnato annualmente 25 000 dollari. Nel 1998 la formula venne modificata e il nome cambiato all'attuale, assegnato a un artista affermato, non necessariamente un cantante, che si fosse distinto per il suo impegno umanitario. Un altro premio, il "Marian Anderson Prize for Emerging Classical Artists", è invece assegnato ai più promettenti giovani cantanti classici.
Negli anni il premio è stato conferito a:
- 1998 - Harry Belafonte
- 1999 - Gregory Peck
- 2000 - Elizabeth Taylor
- 2001 - Quincy Jones
- 2002 - Danny Glover
- 2003 - Oprah Winfrey
- 2005 - Ruby Dee e Ossie Davis
- 2006 - Sidney Poitier
- 2007 - Richard Gere
- 2008 - Maya Angelou e Norman Lear[24]
- 2017 - Dionne Warwick

## Discografia parziale
- Verdi, Aida - Un ballo in Maschera (Excerpts) [Recorded 1955] - Jussi Borling/Leonard Warren/Marian Anderson/Zinka Milanov, 2006 Naxos
- Verdi, Un ballo in maschera - Dimitri Mitropoulos/Jan Peerce/Marian Anderson/Metropolitan Opera Orchestra/Robert Merrill/Roberta Peters/Zinka Milanov, The Metropolitan Opera/Sony
- Marian Anderson Sings the Music of Handel, Giordani, Martini, Schubert, Brahms, Schumann, Sibelius and Verdi - 1996 Memoir
- Deep River, Marian Anderson - Copyright Group
- Softly Awakes My Heart, Marian Anderson - Living Era
- He's Got the Whole World in His Hands: Spirituals, Marian Anderson & Franz Rupp - 1961/1964 BMG/RCA - Grammy Hall of Fame Award 2008